# Карельская культура
Каре́льская культура — археологическая культура племён охотников и рыболовов побережья Онежского озера в эпоху среднего неолита.
В период неолита для неё характерны грубые орудия из сланца и кварца, местная толстостенная керамика типа «сперрингс» и ямочно-гребенчатая керамика волго-окского типа.
Считается, что культура возникла в начале оптимума голоцена в результате миграции носителей ямочно-гребенчатой керамики из центра Русской равнины.
С карельской культурой связывают Онежские и Беломорские петроглифы, хотя часть из них относится уже к бронзовому веку.